# Henry Hopkins Sibley

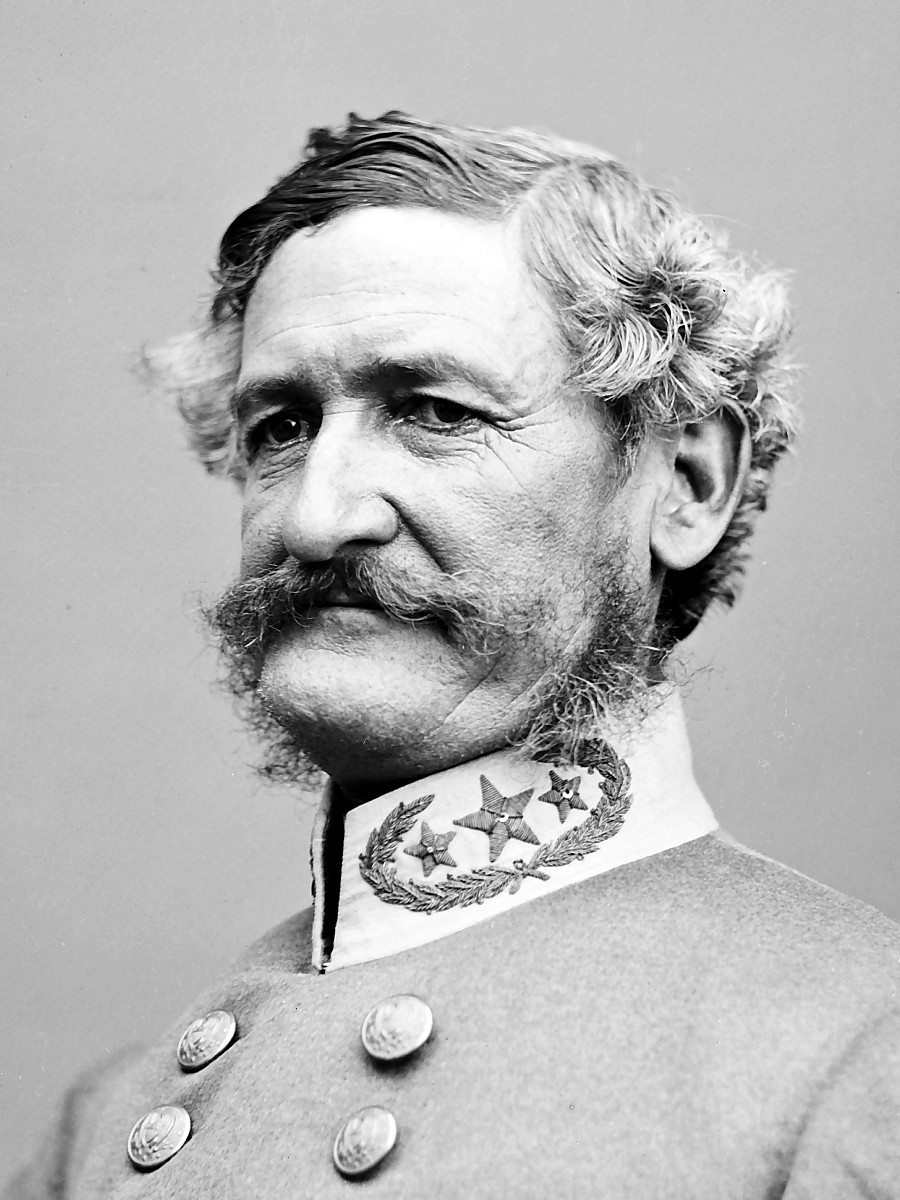
Henry Hopkins Sibley auf einer Fotografie von Mathew Brady

Henry Hopkins Sibley (* 25. Mai 1816 in Natchitoches, Louisiana; † 23. August 1886 in Fredericksburg, Virginia) war Offizier in den Armeen der Vereinigten Staaten von Amerika, der Konföderierten Staaten von Amerika und des Khedive von Ägypten. Für die amerikanischen Streitkräfte entwickelte er ein Zelt und einen Ofen, die beide seinen Namen tragen. Während des Sezessionskrieges plante und leitete er den fehlgeschlagenen New-Mexico-Feldzug der Konföderation, die von ihm kommandierten Truppen werden häufig als Sibley-Brigade bezeichnet.

## Biographie
Die Familie Sibley stammte ursprünglich aus dem englisch-schottischen Grenzgebiet und führte ihre Ahnenreihe bis in die Zeit der normannischen Landnahme zurück. Sie war 1629 mit der Winthrop-Expedition in die Neue Welt gekommen und hatte sich in Massachusetts angesiedelt. Henrys Großvater, der Mediziner John Sibley, war in erster Ehe mit Elizabeth Hopkins verheiratet, der Sohn und Enkel den mittleren Namensteil verdanken. Nach dem Tod seiner Frau zog er nach Louisiana und erkundete 1803 den Westen des zukünftigen Staates im Auftrag der Bundesregierung.
John Sibley ließ sich am Ufer des Red River unweit von Natchitoches nieder, sein zweiter Sohn Samuel Hopkins Sibley folgte ihm 1811 mit seiner Frau Margaret McDonald nach und war ab 1815 Beamter am Bezirksgericht von Natchitoches, ein Jahr später wurde Henry geboren. Als er sieben Jahre alt war, starb sein Vater. Der Knabe wurde nach St. Charles, Missouri, in die Obhut seines Onkels George Champlin Sibley gegeben, dessen Frau Mary Easton eine engagierte Lehrerin war. Danach besuchte Henry zunächst die Miami University in Oxford, Ohio, bevor er mit 17 Jahren durch die Protektion seines Großvaters an der United States Military Academy in West Point aufgenommen wurde. Obwohl er ein Jahr wiederholen musste und sogar wegen eines Vergehens in Arrest gekommen war, gelang es ihm 1838, die Akademie abzuschließen. 
Als Unterleutnant des 2. Dragoner-Regiments nahm er am Zweiten Seminolen-Krieg (1838–1842) teil, einem Konflikt, in dem mehr Soldaten der Malaria zum Opfer fielen als Kampfhandlungen. Am 8. März 1840 wurde Sibley zum Leutnant befördert, und während eines Urlaubs im gleichen Jahr heiratete er Charlotte Kendall auf Governors Island, New York. Aus der Ehe gingen zwei Kinder hervor. 
Von 1846 bis 1848 diente Sibley mit seiner Einheit im Krieg gegen Mexiko. Am 16. Februar 1847 wurde er zum Hauptmann befördert und bekam das Kommando über die 1. Kompanie des 2. Dragoner-Regiments. Für seine Verdienste während der Belagerung von Veracruz erhielt er den Brevet-Rang eines Majors. Auch in Mexiko forderten Krankheiten und mangelnde Hygiene mehr Tote als die Schlachten. Nach Kriegsende war Sibley von 1850 bis 1854 in verschiedenen Forts entlang der texanischen Grenze stationiert. Während seines Aufenthalts in Fort Belknap besuchte er ein Comanchen-Dorf. Die Teepees inspirierten ihn zu seinem Zelt, das er in den folgenden Jahren entwickelte und patentieren ließ.
Ab 1854 kam es in Kansas zu bürgerkriegsähnlichen Auseinandersetzungen zwischen ansässigen Abolitionisten und Befürwortern der Sklaverei aus Missouri. Das 2. Dragoner-Regiment wurde zur Wiederherstellung der öffentlichen Ordnung abkommandiert. Eine ähnliche Aufgabe hatte die Einheit auch 1857 zu leisten, als sie an der Strafexpedition gegen die Mormonen in Utah teilnahm, um die Direktiven der Bundesregierung durchzusetzen. In Utah wurde Sibley wegen einer Fehde mit seinem Regimentskommandeur vor ein Kriegsgericht gestellt, das aber keine Auswirkungen auf seine Karriere hatte.
Von 1860 an war das 2. Dragoner-Regiment an der Verfolgung der Diné im Gebiet des heutigen Arizona und New Mexico beteiligt. Sibley war zuletzt in Fort Union stationiert, wo er am 13. Mai 1861 die Beförderung zum Major erhielt, noch im selben Monat schied er aber aus der Unionsarmee aus und ging nach El Paso, Texas. Dort trat er in den Dienst der Konföderierten Armee ein, die ihn im Rang eines Obersts aufnahm. In Richmond, Virginia, trug er Jefferson Davis seinen Plan für die Eroberung des Südwestens vor und wurde als Brigade-General mit der Ausführung des New-Mexico-Feldzugs betraut.
Den Rest des Jahres verbrachte Sibley mit der Aufstellung seiner Brigade und dem Marsch in die Ausgangsstellung. Ende Februar 1862 begann er die Invasion New Mexicos. Nach anfänglichen Erfolgen wurde er aber Ende März 1862 vernichtend geschlagen und musste sich nach Texas zurückziehen. Bei der Ankunft in San Antonio im Sommer 1862 hatte er einen Großteil seiner Männer verloren, die meisten davon nicht an den Feind, sondern an die Wüste. Sibley hatte in Richmond Bericht über das Scheitern seiner Mission zu erstatten, erhielt aber den Befehl über seine Brigade zurück. Nach den Kämpfen um Fort Bisland im April 1863 wurde er vor ein Kriegsgericht gestellt und seines Kommandos enthoben, den Rest des Krieges verbrachte er untätig.
1869 rekrutierte ihn Oberst Thaddeus Mott für die Armee des Khedive. Sibley war einer der ersten, die 1870 in Ägypten ankamen. Als Brigade-General der Artillerie sollte er die Anlage von Küstenbefestigungen überwachen. Seiner Aufgabe war er allerdings nicht gewachsen und fiel durch Alkoholprobleme negativ auf, daher wurde er 1873 wegen Krankheit und Unfähigkeit entlassen. 
Zurück in den USA lebte Sibley ab 1874 bei seiner Tochter in Fredericksburg, Virginia. Er gab Sprachunterricht, schrieb Artikel und arbeitete an militärischen Erfindungen, nebenbei führte er einen Rechtsstreit mit der US-Regierung um ausstehende Zahlungen auf seine Patente. Er starb verarmt am 23. August 1888.
Er liegt gemeinsam mit fünf anderen Offizieren auf dem Fredericksburg Confederate Cemetery in Fredericksburg begraben. Hier liegen mehr als 3300 Soldaten der Konföderierten Staaten begraben, davon sind 2184 als Unbekannt bestattet.
Sein Grab war bis zur Wiederentdeckung im Jahr 1956 nicht gekennzeichnet. Der Grabstein, der dann aufgestellt wurde, trägt ein falsches Sterbedatum und gibt den 22. August an.

## Das Sibley-Zelt
Das Sibley-Zelt war ein konisches Rundzelt aus Segeltuch. Es maß ca. sechs Meter im Durchmesser und ca. vier Meter in der Höhe. Ein eingenähter Eisenring bildete an der Spitze eine ca. 30 cm große, runde Öffnung, die bei Schlechtwetter mit einer Segeltuchkappe zu schließen war. Der Ring wurde mit Ketten an eine einzelne Stange gehängt, die an ihrem unteren Ende in einem eisernen Dreibein steckte und das ganze Zelt trug. Ein ca. drei Meter hoher Eingang auf der Vorderseite und eine nur halb so große Öffnung auf der Rückseite sorgten für die notwendige Ventilation. Eine erste Modifikation stellte die Einführung einer ca. einen Meter hohen, rundumlaufenden Wand dar, die für mehr Kopffreiheit sorgte. Sie brach die rein konische Form und führte zu einem eher glockenartigen Aussehen, daher ist auch die Bezeichnung Glocken-Zelt anzutreffen.
Ursprünglich für zwölf Soldaten gedacht, konnte es bei Bedarf auch mit bis zu 20 Männern belegt werden. Da es jedoch recht schwer und sperrig war, wurde es bei Märschen nicht gerne mitgeführt und vorrangig in stationären Lagern, wie etwa Winter-Camps, eingesetzt. Es wurden knapp 49.000 Zelte produziert und von beiden Armeen im Sezessionskrieg genutzt. Danach wurde es noch bei Kampagnen gegen die indigene Bevölkerung bis in die 1890er Jahre verwendet.
Obwohl Sibley ein Patent auf das Zelt besaß und mit der Bundesregierung eine Lizenzgebühr vereinbart hatte, stellte diese die Zahlungen an ihn ein, als er der Konföderation beitrat.

## Der Sibley-Ofen
Sibley hatte sein Zelt vor allem im Hinblick auf Schlechtwetter-Perioden entwickelt, als sinnfällige Ergänzung ersann er einen dazu passenden Ofen, der in seiner äußeren Form dem Zelt sehr ähnlich war. Er bestand aus einem durch Niete verbundenen Stahlblech, das einen unten offenen Kegelstumpf bildete, am oberen Ende wurde es mit einem Kranz versehen, der das Ofenrohr aufnahm. Beschickt wurde der Ofen durch ein rechteckiges Türchen auf halber Höhe, Luft bekam er durch eine halbkreisförmige Öffnung an seinem unteren Rand, die auf gleicher Linie mit dem Türchen lag. Die Beurteilungen über die Nützlichkeit des Ofens gehen weit auseinander, auch die Angaben zum Brennstoffbedarf sind sehr unterschiedlich. Ein großer Nachteil des Ofens war die Brandgefahr, die von ihm ausging und der etliche Zelte zum Opfer fielen. Dennoch war der Ofen aufgrund seines geringen Gewichts ein gern mitgeführter Ausrüstungsgegenstand, der in einzelnen Einheiten sogar bis zum Ende des Zweiten Weltkriegs eingesetzt wurde.

## Sonstiges
Henry Hastings Sibley, der erste Gouverneur von Minnesota, war ein entfernter Verwandter von Henry Hopkins Sibley.
In dem Film Zwei glorreiche Halunken (Il buono, il brutto, il cattivo) von Sergio Leone gibt der New-Mexico-Feldzug den Hintergrund ab. In einer Szene wird Sibley als gebrochener Mann gezeigt, der mit leerem Blick auf dem Kutschbock sitzt und vor den Unionstruppen flieht. Einen Beleg für dieses Detail gibt es nicht.
Verschiedene Quellen im Internet geben fälschlicherweise an, die Ehefrauen von Sibley und Canby seien miteinander verwandt gewesen. Möglich ist allenfalls ein Kontakt der beiden Damen während der Dienstzeit von Sibley in der US-Army, als Canby sein Vorgesetzter war.